# Mahnmal in Pestschanka

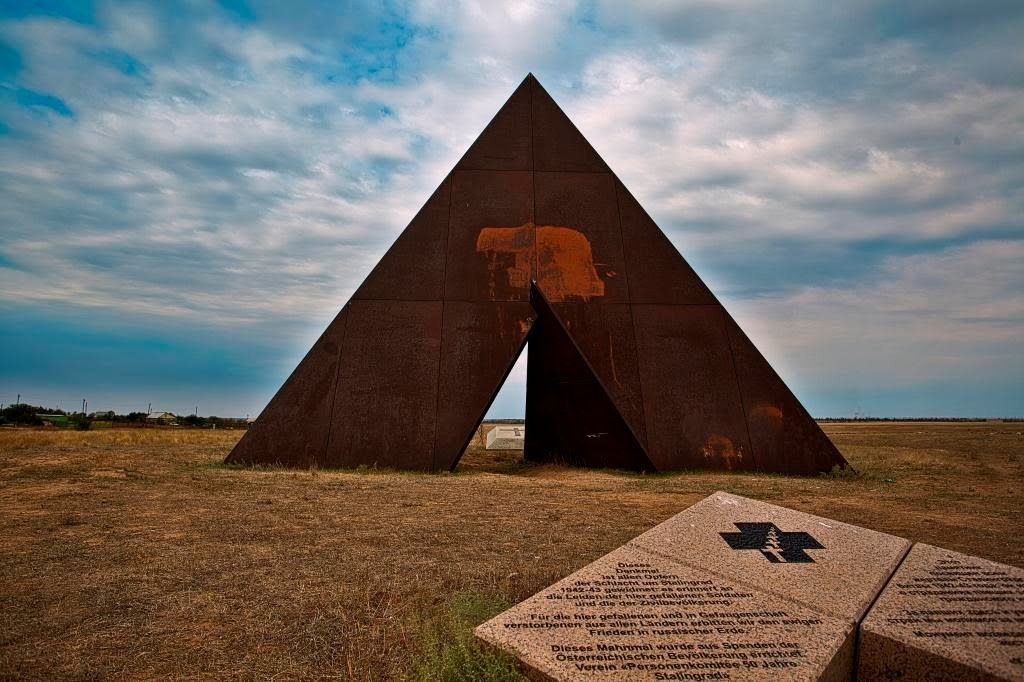
Mahnmal in Pestschanka

Das Mahnmal in Pestschanka ist ein Denkmal in Pestschanka, einem Ort 20 Kilometer westlich von Wolgograd, das an die Schlacht um Stalingrad erinnern soll. Der Ort liegt heute im Stadtbezirk Gorkowski von Wolgograd.

## Lage und Beschreibung
Das Mahnmal ist eine zehn Meter hohe Stahlskulptur. Eine freistehende Platte mit Inschrift in Form einer Speerspitze steht zu einem Kreuz geneigt. Durch den Rost der Skulptur entstehen je nach Sonnenstand noch zusätzliche Effekte.  Der Entwurf stammt vom Architekten Wilhelm Holzbauer und Dieter Pal. Zusätzlich liegen vor dem Mahnmal drei Betonquader mit Inschriften. Errichtet wurde es von der Republik Österreich in Zusammenarbeit mit dem Österreichischen Schwarzen Kreuz (ÖSK). Beim Mahnmal selbst sind keine Soldatengräber, diese befinden sich alle bei der Deutschen Kriegsgräberstätte Rossoschka.
Betont wurde bei der Einweihung am 8. Juni 1996, dass das Mahnmal an alle Opfer beider Seiten erinnern soll. Das zeigt die Inschrift:

„Dieses Denkmal ist allen Opfern der Schlacht (1942/43) gewidmet. Es erinnert an die Leiden der hier gefallenen Soldaten und die der Zivilbevölkerung. Für die gefallenen Soldaten und in Gefangenschaft Verstorbenen aus allen Ländern erbitten wir den ewigen Frieden in russischer Erde“

Betreut wird das Mahnmal von Schülern der Hauptschule 114 aus dem Ort Peschtschanka, die auch schon mehrmals nach Österreich eingeladen wurden und ihrerseits Soldatenfriedhöfe sowjetischer Opfer besuchen, wie letztmals im Jahr 2015.

## Entstehung
1992 war eine Internationale Konferenz über Kriegsgefangenschaft in Russland das Thema. Im Anschluss fand auch eine Exkursion auf die Schlachtfelder, die bis 1990 Sperrgebiet waren, statt. Daran nahmen auch Vertreter des ÖSK teil. Als Folge dieses Besuches drehte auch der ORF eine Dokumentation über die Schlachtfelder, die seit dem Krieg nicht verändert wurden.
Noch im selben Jahr bildete sich ein Personenkomitee um den Chefredakteur Walter Seledec. Es war geplant gemeinsam mit dem Volksbund Deutsche Kriegsgräberfürsorge einen Soldatenfriedhof zu errichten. Jedoch änderten sich die Pläne hin zu einem Mahnmal in der Stadt Wolgograd am Platz der Versöhnung. Aus Rücksicht auf die Ortsbevölkerung nahm man davon aber wieder Abstand und suchte einen Ort der einen historischen Hintergrund zur Schlacht um Stalingrad bildete. Auf diese Art fiel die Entscheidung auf Pestschanka. Historisch gesehen liegt der Ort im ehemaligen Einsatzbereich der 297. Infanterie-Division, die großteils aus Österreichern bestand.
In der Folge entstandene innenpolitische Diskussionen ließen das Projekt fast scheitern. Erst durch den Kompromiss, dass das Mahnmal auch den sowjetischen Opfern und nicht wie ursprünglich gedacht den deutschen und österreichischen Opfern allein gewidmet sein soll, konnte es zur Ausführung gebracht werden.